# Xanthium cavanillesii
Xanthium cavanillesii là một loài thực vật có hoa trong họ Cúc. Loài này được Schouw miêu tả khoa học đầu tiên năm 1849.